# ناحیه عین عبید
ناحیه عین عبید (به عربی: دائرة عین عبید) یک ناحیه در الجزایر است که در استان قسنطینه واقع شده‌است. ناحیه عین عبید ۳۹٬۸۲۷ نفر جمعیت دارد.